# Roberto Sosa (actor)
Roberto Gonzalo Sosa Martínez (Ciudad de México,  17 de abril de 1970) es un actor y director de televisión mexicano que ha trabajado en la televisión, en el teatro y sobre todo en el cine. Ha recibido reconocimientos por su participación en obras de teatro (De la calle) y en películas (Lola, El patrullero (Highway Patrolman), Lolo, De muerte natural y Fibra óptica).
[cita requerida]

## Biografía
Es egresado de la carrera de actuación del Conservatorio Nacional de Arte Dramático de París, Francia, y de la Escuela Nacional de Circo de Annie Fratellini, también en París. Cursó un año de estudios en cine documental e historia de la arquitectura en la Universidad de Stanford, con sede en California. Desde 1978 a la fecha ha tenido una ininterrumpida trayectoria artística.[cita requerida]
Es hijo de la actriz Evangelina Martínez y del actor y director Roberto Sosa Rodríguez. Es también hermano de la actriz Evangelina Sosa y sobrino de las actrices Alma Delfina y Socorro Bonilla. Estuvo casado con la actriz Daniela Michelle Galindo Pineda (hija del actor Fernando Luján), con quien tuvo una hija, Vaita.[cita requerida]

## Teatro
Se ha presentado en obras como: 
- 1981, La lucha se hace
- 1987-1989, De la calle  por la cual recibió el Premio a Mejor Actor de la Unión de Cronistas y Críticos de Teatro
- 1992, Enemigo de clase
- 1992, Madame Butterfly
- 1994, La noche de los asesinos  con temporada en San Petersburgo y en Moscú;
- 1997, Equus
- 1999, Trainspotting
- 1991-2001,  Pastorela de Tepotzotlán dirigida por su padre y con la actuación de su hermana, Evangelina Sosa;
- 2011, Cáncer de olvido[2]

## Cine
En cine ha participado en más de 90 largometrajes, en varios de los cuales ha sido el protagonista y ha recibido múltiples reconocimientos. Su primer papel estelar cinematográfico fue durante su infancia, en El caballito volador, bajo la dirección de Alfredo Joskowicz. Ha trabajado bajo la dirección de importantes directores de renombre internacional: Oliver Stone, Paul Leduc, Arturo Ripstein, John Sayles, Tony Scott y Fernando Sariñana.[cita requerida]
Destaca su actuación en las cintas:[cita requerida]
- 1981, Barrio de campeones
- 1982. El caballito volador
- 1983, Cazador de asesinos
- 1984, El corazón de la noche
- 1985, ¿Cómo ves?
- 1986 Las inocentes
- 1986 Barroco
- 1989, Gringo viejo
- 1990, Lola, por la que recibió el Ariel a la Mejor Co-actuación Masculina;
- 1991, Latino Bar
- 1991, Cabeza de Vaca
- 1991, El patrullero (Highway Patrolman)  por la que obtuvo la Concha de Plata al Mejor Actor en el Festival Internacional de Cine de San Sebastián, España;
- 1992, Ángel de fuego
- 1993, Dollar Mambo
- 1993, Lolo  que le valió el Hugo de Plata al Mejor Actor en el Festival Internacional de Cine de Chicago;
- 1996, De muerte natural , que lo hizo acreedor al Ariel al Mejor Actor de Cuadro;
- 1998, Fibrra óptica
- 1999, Crónica de un desayuno
- 2002, Ciudades oscuras
- 2004, Hombre en llamas  (La Voz)
- 2005, Borderland
- 2005, Parada paraíso
- 2007, Entre caníbales
- 2008, Victorio
- 2009, Enemigos íntimos
- 2012, Get the Gringo
- 2012, El fantástico mundo de Juan Orol
- 2013, Tlatelolco: verano del 68
- 2013, Amor a primera visa
- 2014, Cantinflas
- 2018, Sacúdete las penas
- 2019, El complot mongol
- 2023, Welcome al norte[3]
- 2024, Pedro Páramo[4]

## Televisión

### En Cadenatres
- Amor sin reserva, en el papel de Gerardo Rodríguez

### En el Canal Once
- Estado de gracia, en el papel de N.

### En HBO
- Capadocia, como El Mosco.

### En Univisión
- Encrucijada, como El Chango.

### En TV Azteca
- A flor de piel
- Señora
- Demasiado corazón
- El amor de mi vida
- Todo por amor
- Lo que callamos las mujeres
- Lo que es el amor
- Machos
- Bajo el alma
- Un día cualquiera

### En Televisa
- Chispita
- Luz y sombra, como Sergio Luna.
- Madres egoístas
- Silvia Pinal, frente a ti, como Agustín Lara

### En videos musicales
- Gimme the Power (Molotov) (1997)
- Tanto amor me marea (La Tremenda Korte)

## Reconocimientos
- 1985, Premio Nacional de la Juventud, otorgado por el gobierno mexicano
- Ariel de Plata al Mejor Actor:
  - 1989, Lola
  - 1996, De muerte natural
  - 1999, Fibra óptica (nominación);
- Concha de Plata al mejor actor:
  - 1991, El patrullero (Highway Patrolman)
- 1993, Lolo',  que le valió el Hugo de Plata al Mejor Actor en el Festival Internacional de Cine de Chicago